# 80-я отдельная десантно-штурмовая бригада
80-я отдельная десантно-штурмовая бригада (укр. 80-а окрема десантно-штурмова бригада), сокращённо 80 ОДШБр (в/ч А0284, в/ч пп В3720) — отдельная часть в составе Десантно-штурмовых формирований Сухопутных войск СССР (до 1990 года), в составе ВДВ СССР (с 1990 года) и на текущий момент отдельная часть входящая в состав Десантно-штурмовых войск Вооружённых сил Украины. Базируется во Львове.

## История
Бригада была сформирована 19 декабря 1979 года, что и считается её "днём рождения", в Хырове из кадров расформированного 80-го отдельного парашютно-десантного полка СССР, - который был создан в 1954 году в Гайжюнае в составе 7-й воздушно-десантной дивизии, в 1956 году принимал участие в Венгерских событиях, в 1958 году был награждён орденом Красной Звезды, а в 1960 году был передислоцирован в Баку и включён в состав 104-й воздушно-десантной дивизии, - с исходным названием: "39-я отдельная десантно-штурмовая бригада".
В 1990 году при передаче в состав воздушно-десантных войск 39-я бригада была переформирована в 224-й учебный центр. В сентябре 1993 года 224-й учебный центр ВДВ переформирован в 39-ю отдельную воздушно-десантную бригаду.
Впоследствии 39-я отдельная аэромобильная бригада была переименована в 6-ю отдельную аэромобильную бригаду и выведена в Львов. Затем 6-я аэромобильная бригада была переформирована в 80-й отдельный аэромобильный полк.
В 2013 году начальник Генерального штаба ВСУ генерал-полковник Замана В. М. подписал новый штат 80-й аэромобильной бригады, вступивший в силу с 25.11.2013.

### Война на востоке Украины
13 апреля 2014 года после захвата Славянска в восьми километрах в районе посёлка Семёновка отряд Гиркина атаковал группу СБУ, которая проводила рекогносцировку местности под прикрытием «Альфы». На помощь Альфе пришел отряд десанта 80-й бригады под руководством Вадима Сухаревского. В результате боя был убит офицер спецподразделения «Альфа» Геннадий Биличенко, тяжёлые ранения получили командир «Альфы» и полковник СБУ, ранен сотрудник МВД. Нападавшие россияне и сепаратисты отступили.
80-я десантно-штурмовая бригада принимала участие в защите Луганского аэропорта, в боях у города Счастье. Понесла потери в боях в конце августа — начале осени 2014 года и в боях за Донецкий аэропорт в январе 2015 г.
5 сентября 2014 года в день начала очередного перемирия бригада попала в засаду, организованную российским отрядом неонацистов «Русич». У посёлков Металлист и Цветные Пески в Луганской области «Русич» занял пустой украинский блокпост, вывесили украинский желто-синий флаг и устроили засаду.  Координатор Самообороны Майдана Волыни Андрей Хведчак сообщил, что 5 сентября 2014 года часть роты батальона «Айдар» попала в засаду в том же месте, где была взята в плен Надежда Савченко. Отряды «Русича» и ГБР «Бэтмен» устроили засаду на трассе и атаковали отступавший «Айдар». Часть второй роты «Айдара» (Волынь) попала в засаду российского спецназа. По его словам, те бойцы, которые оказались в засаде, погибли. Позже Русич атаковал и колонну 80-й бригады, которой удалось прорваться. 6 сентября Семён Семенченко сообщил, что погибли 11 военных в засаде, «устроенной российскими спецназовцами». В тот же день появилась информация, что в засаде погибли от 20 до 29 бойцов батальона. ББС сообщает о гибели более 40 украинских военнослужащих. Как минимум один из раненых бойцов «Айдара» подвергся истязаниям. Мильчаков и Петровский выложили свои фото на фоне тел погибших.
Всего по состоянию на 1 марта 2020 г. 80-я отдельная десантно-штурмовая бригада в ходе АТО потеряла погибшими 112 человек.

### Вторжение России на Украину (2022)
С 5 по 13 мая 2022 во время российского вторжения в Украину участвовала в боях в Харьковской области (Бои за Харьков (2022)). Вблизи поселка Белогоровка Луганской области 30-й отдельной механизированной бригадой были уничтожены подразделения армии РФ в количестве около 485 человек и около сотни единиц бронетехники, включая танки и боевые машины пехоты, которые пытались навести переправу через Северский Донец.
Летом 2023 года бригада участвовала в боях за Бахмут. 17 сентября 2023 года совместно с 5-й ошбр и ошбрнп «Лють» бригада освободила Клещиевку.
В 2024 году бригада принимала участие в наступлении ВСУ в Курской области.

## Структура бригады

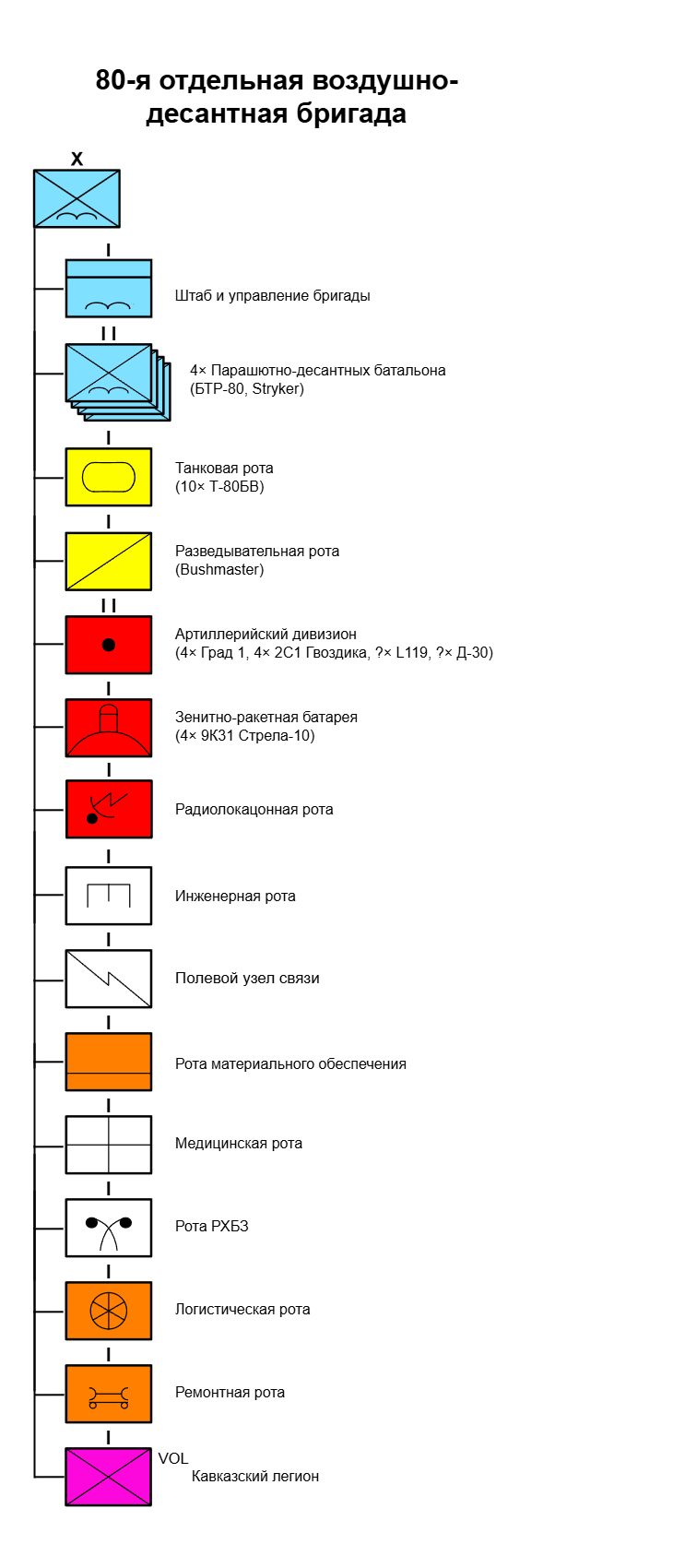
Структура 80-й отдельной воздушно-десантной бригады ДШВ Украины на 2024 год

## Техника, вооружение и снаряжение
Стрелковое оружие
- Пистолеты ПМ, АКС-74, АКМС; снайперские винтовки СВД.
- Пулемёты: РПКС-74, ПКМ.
- Гранатомёты: ГП-25, РПГ-7Д, РПГ-18, АГС-17.

Ракетно-артиллерийское вооружение
- Противотанковые ракетные комплексы «Фагот», «Метис»
- 82-мм миномёты БМ-37, 2Б9
- Зенитные ракетные комплексы ПЗРК «Игла» и Стрела-10

Бронетехника и автотранспорт
До 2014 года на штатном вооружении бригады состояли бронетранспортёры БТР-80. Транспортное обеспечение — автомобили Урал-4320, ЗИЛ-131, ГАЗ-66, УАЗ-3151. В дополнение к имеющейся технике начиная с марта 2015 года на вооружение бригады стали поступать бронеавтомобили HMMWV M1114 UAH (всего поступило не менее 29 шт.). В 2016 году на вооружение бригады поступили полноприводные грузовики Богдан-МАЗ-5316 с колёсной формулой 4х4.
С февраля 2023 года военнослужащие бригады проходят обучение на британских танках Челленджер 2 (ранее на вооружении бригады состояли танки Т-80БВ).
C 2024 имеет на вооружение американские БТР Stryker и немецкие БМП Marder 1A3.

## Командиры
- Командир — полковник Коваль Михаил Владимирович (май 1992 — сентябрь 1995)
- Командир — полковник Новак Николай Васильевич (сентябрь 1995 — октябрь 1998)
- Командир — полковник Стельмах Игорь Ярославович (октябрь 1998 — июнь 2000)
- Командир — подполковник Суровнев Василий Семенович (июнь 2000 — февраль 2001)
- Командир — подполковник Ткаченко Николай Иванович (февраль 2001 — сентябрь 2004)
- Командир — полковник Оверин Игорь Валерьевич (сентябрь 2004 — январь 2007)
- Командир — полковник Копачинский Виктор Николаевич (январь 2007 — июль 2014)
- Командир — полковник Ковальчук Андрей Трофимович (июль 2014 — март 2016)
- Командир — полковник Шворак Владимир Васильевич (март 2016 — февраль 2022)
- Командир — полковник Скибюк Игорь Анатольевич (февраль 2022 — н. в.)

## Галерея

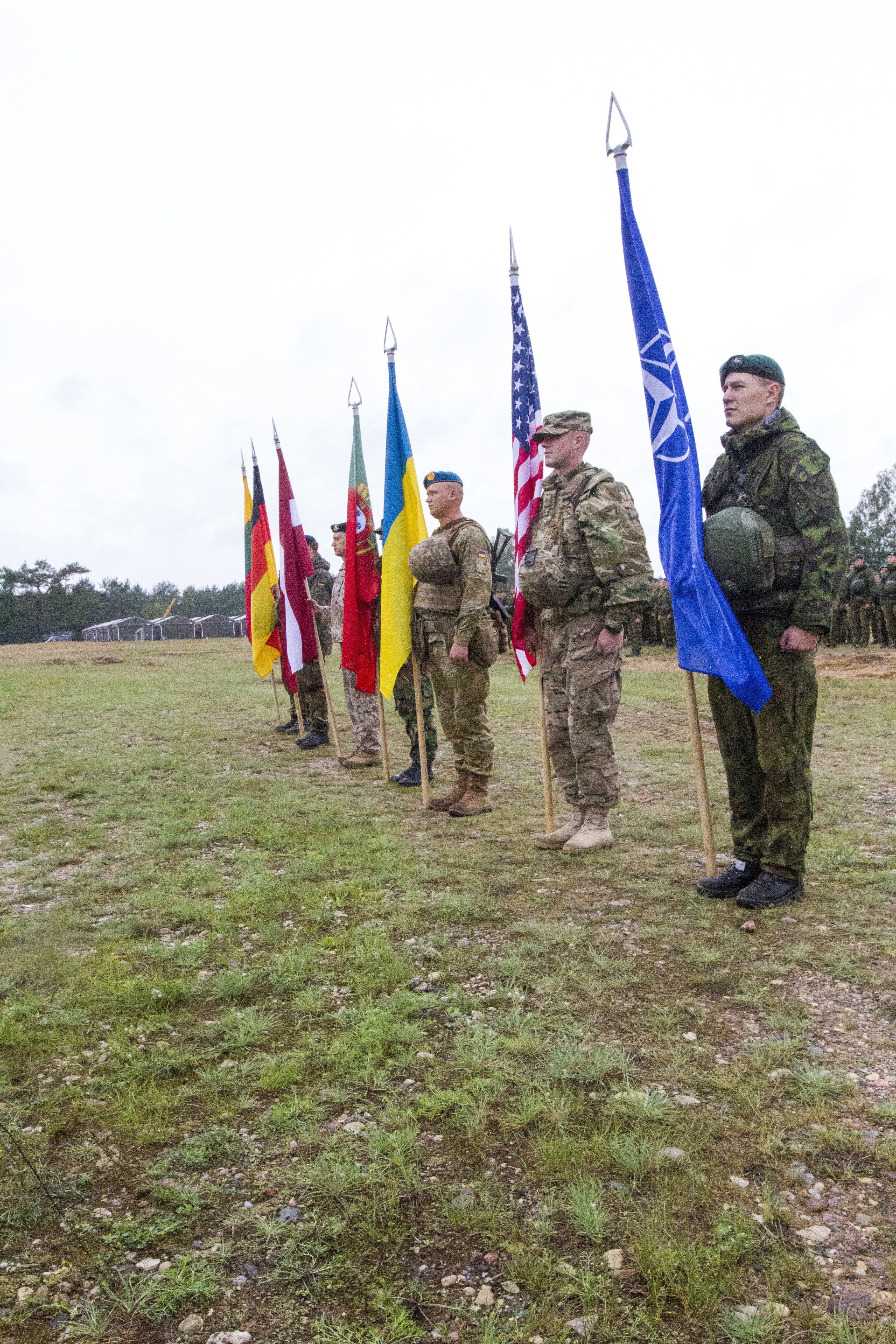
Военнослужащий 80-й отдельной аэромобильной бригады на церемонии открытия учений «Flaming Thunder 2016» на полигоне Пабраде в Литве, август 2016 года
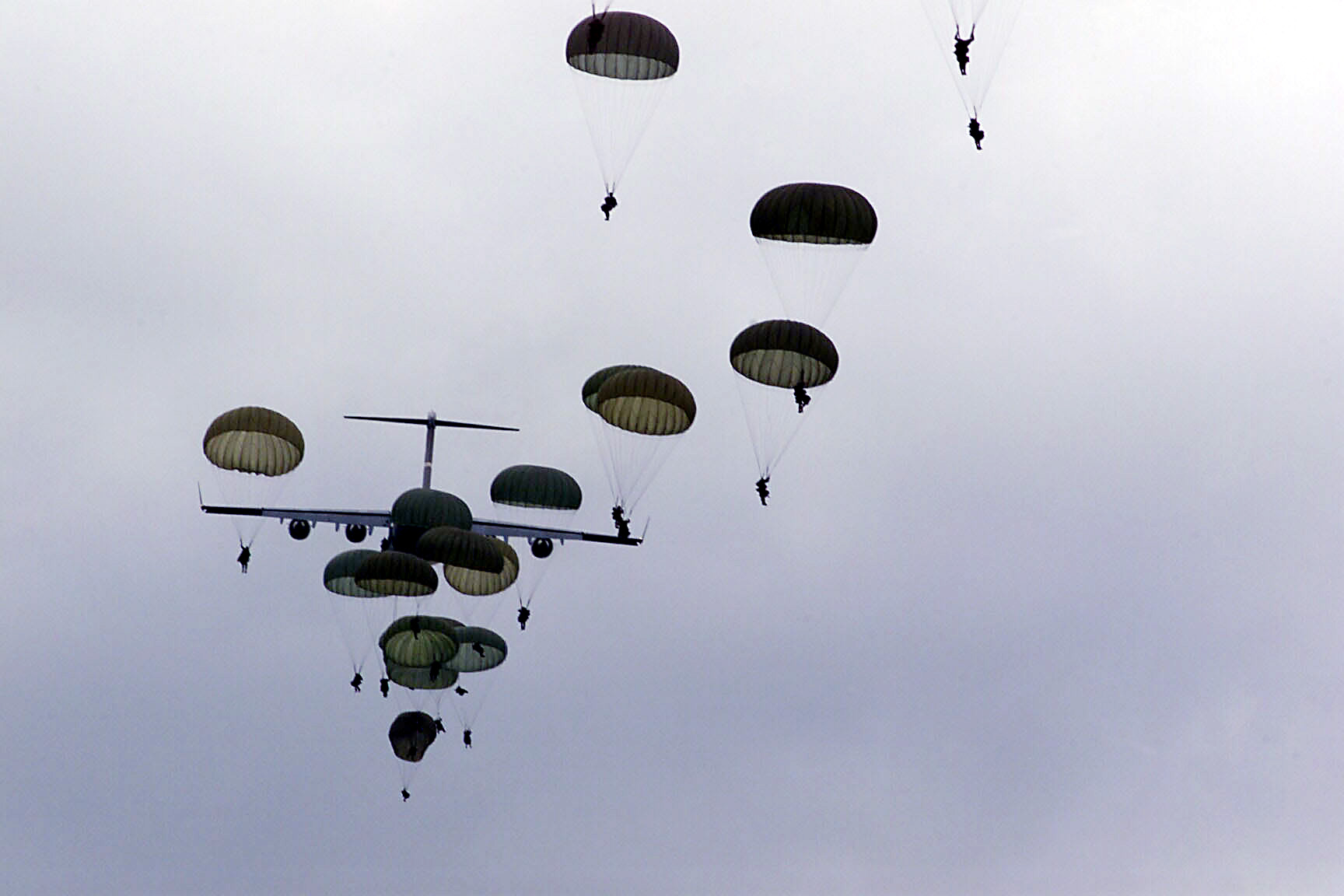
Десантники 80-го отдельного аэромобильного полка и американской 82-й воздушно-десантной дивизии десантируются с самолёта C-17 Globemaster III, Яворов, июль 2000 года
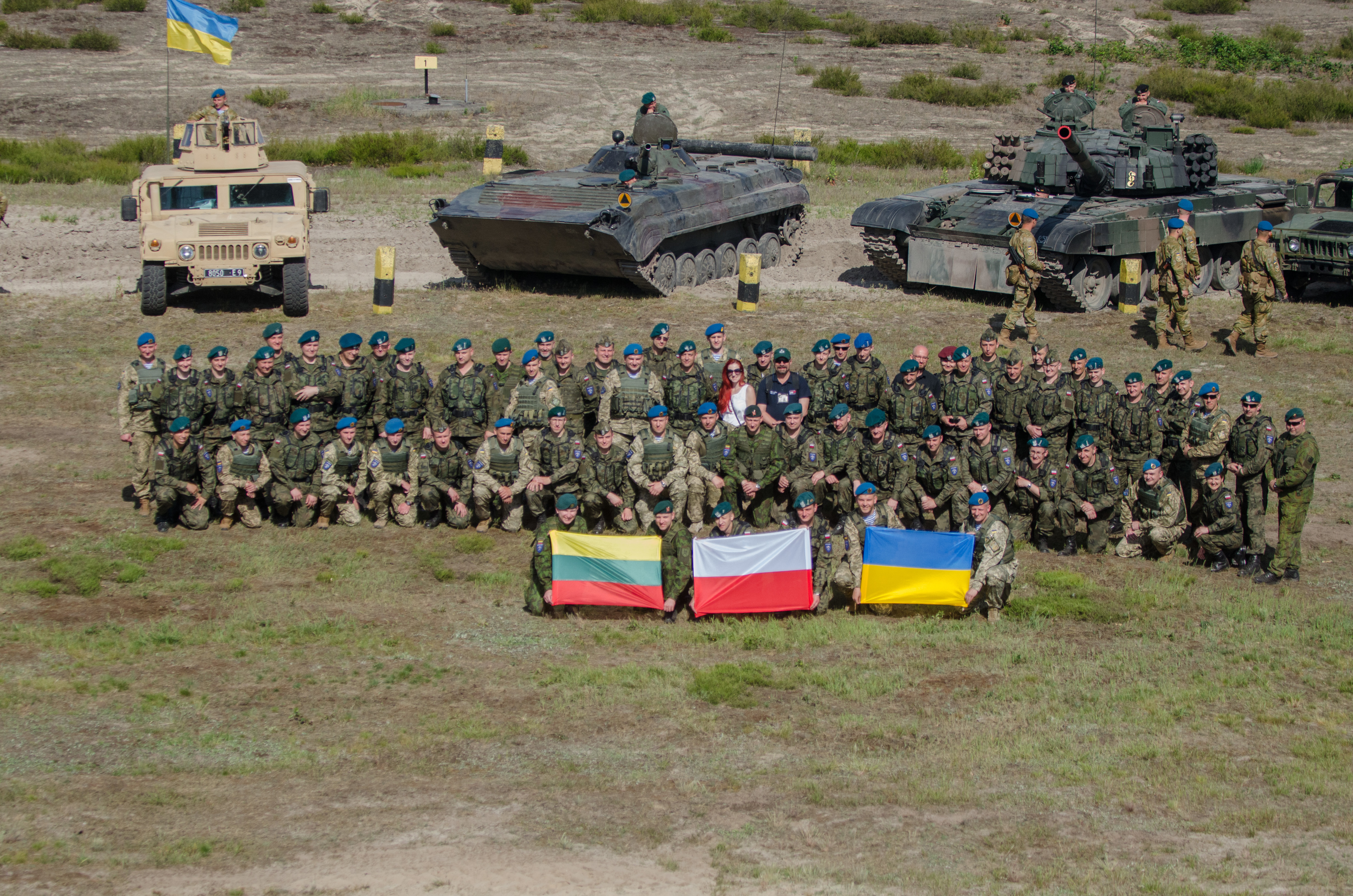
Десантники 80-й отдельной аэромобильной бригады в составе совместной литовско-польско-украинской бригады на церемонии открытия учений «Анаконда-2016» на полигоне Новая Деба в Польше, июнь 2016 года
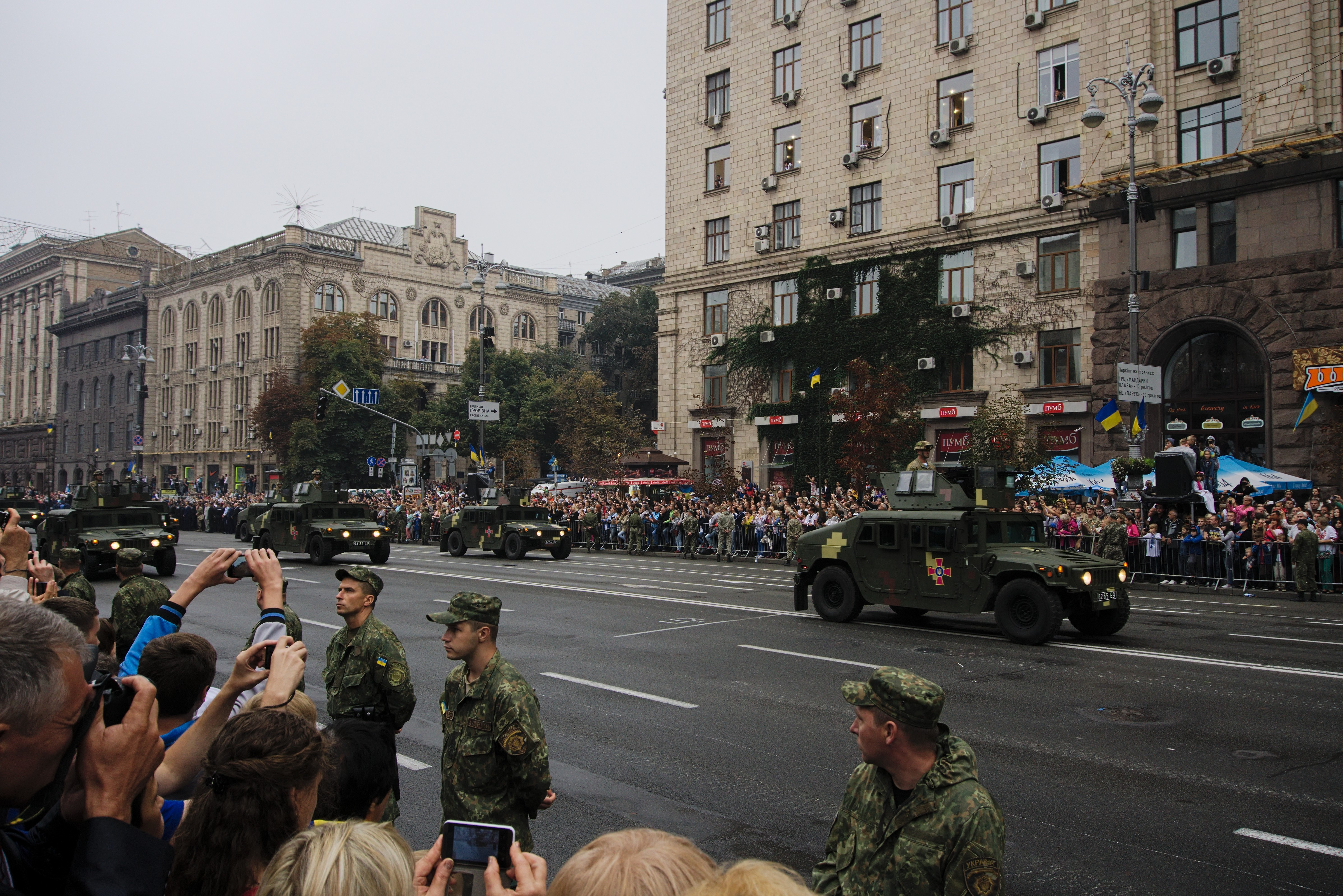
Колонна HMMWV M1114 UAH 80-й аэромобильной бригады проходит по Крещатику на параде в честь Дня независимости Украины, Киев, 24 августа 2016 года
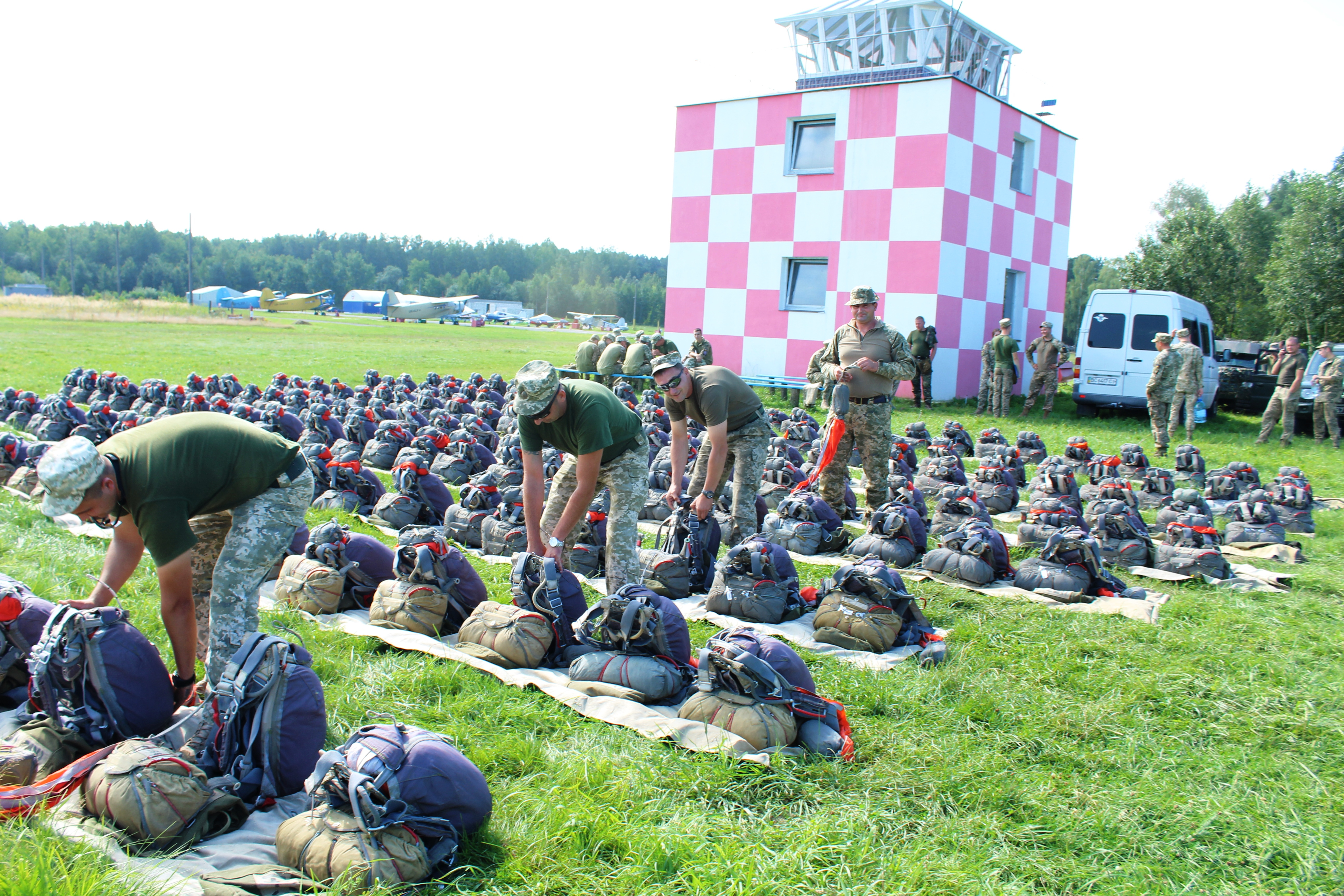
Военнослужащие 80-й отдельной десантно-штурмовой бригады готовятся к тренировочным прыжкам с парашютом, август 2018 года